# Ohmstal
Ohmstal is een plaats in het Zwitserse kanton Luzern en telt 327 inwoners.

## Geschiedenis
Ohmstal was een zelfstandige gemeente in het toenmalige district Willisau tot het in 2013 opging in de gemeente Schötz.